# Bythinella atypikos
Bythinella atypikos is een slakkensoort uit de familie van de Hydrobiidae. De wetenschappelijke naam van de soort is voor het eerst geldig gepubliceerd in 2008 door A. Reischutz, P.L. Reischutz & W. Fischer.